# Probopyrus gangeticus
Probopyrus gangeticus là một loài chân đều trong họ Bopyridae. Loài này được Chopra miêu tả khoa học năm 1923.